# 希奥利艾足球学院
希奥利艾足球学院是立陶宛希奥利艾的一家足球学院，主場为希奥利艾市体育场。
希奥利艾足球学院成立于2007年，由一家足球俱乐部和一个体育学校合并而成。
2021年，FA希奥利艾在立陶宛足球乙级联赛中排名第一，从而在2022年参加立陶宛足球超級聯賽。

## 外部連結
- 官方网站 （立陶宛文）